# Kristian Pless
Ne pas confondre avec le joueur de hockey sur glace Kristiāns Pelšs
Kristian Pless est un joueur danois de tennis né le 9 février 1981 à Odense. Ancien numéro 1 mondial junior.

## Carrière
Ancien numéro 1 mondial junior, il a remporté dans cette catégorie l'Open d'Australie et a été finaliste à Wimbledon et Flushing Meadows. Mais il n'a jamais réussi à confirmer chez les pro où il débute en 1999.
En 2002, il a atteint la 65e place mondiale, ce qui reste son meilleur classement, notamment grâce à une demi-finale à Lyon.
En 2007 à Dubaï il stop la série record de 31 sets gagnés consécutivement par Roger Federer.
En 2009 il met un terme à sa carrière.

## Résultats en Grand Chelem

### En simple
| Année | Open d'Australie | Open d'Australie | Roland-Garros | Roland-Garros    | Wimbledon | Wimbledon       | US Open  | US Open         |
| ----- | ---------------- | ---------------- | ------------- | ---------------- | --------- | --------------- | -------- | --------------- |
| 2001  | -                | -                | 2e tour       | Xavier Malisse   | 2e tour   | Nicolas Kiefer  | 2e tour  | Gustavo Kuerten |
| 2002  | 3e tour          | Stefan Koubek    | 1er tour      | Mariano Puerta   | 1er tour  | Sjeng Schalken  | 2e tour  | Pete Sampras    |
| 2003  | 1er tour         | David Sánchez    | -             | -                | -         | -               | -        | -               |
| 2004  | -                | -                | 1er tour      | Alejandro Falla  | 1er tour  | Félix Mantilla  | 2e tour  | Karol Beck      |
| 2005  | -                | -                | -             | -                | -         | -               | -        | -               |
| 2006  | -                | -                | 1er tour      | Filippo Volandri | 1er tour  | James Blake     | 2e tour  | Andy Roddick    |
| 2007  | 1er tour         | David Ferrer     | 2e tour       | Márcos Baghdatís | 1er tour  | Mikhail Youzhny | 1er tour | Xavier Malisse  |

### En double
| Année | Open d'Australie | Open d'Australie | Roland-Garros           | Roland-Garros        | Wimbledon               | Wimbledon                   | US Open | US Open |
| 2007  | -                | -                | 1er tour Vincent Spadea | Bob Bryan Mike Bryan | 1er tour Martin Verkerk | Tomas Behrend Florian Mayer | -       | -       |